# Zdania legnickie
Zdania legnickie – dwa średniowieczne zdania w języku polskim przytoczone w opisie bitwy pod Legnicą w Rocznikach Jana Długosza.
Długosz, piszący Roczniki w drugiej połowie XV wieku, fragment dotyczący bitwy pod Legnicą (1241) miał oprzeć na zaginionej Kronice Wincentego z Kielczy, napisanej tuż po 1260. Długosz wymienił dwa zdania:
- Biegajcie, biegajcie („uciekajcie, uciekajcie”) – okrzyk wzniesiony przez Tatara w celu dezorientacji Polaków i zachęcenia ich do ucieczki
- Gorze się nam stało! („spadło na nas wielkie nieszczęście”) – okrzyk księcia Henryka Pobożnego na widok polskich rycerzy uciekających z pola bitwy.

Przy założeniu, że zdania zostały rzeczywiście zaczerpnięte z kroniki Wincentego z Kielczy, byłyby to najstarsze znane zapisy zdań w języku polskim (zdanie zapisane w Księdze henrykowskiej pochodzi z 1270). Hipoteza ta jest jednak podawana w wątpliwość.